# Point de fumée

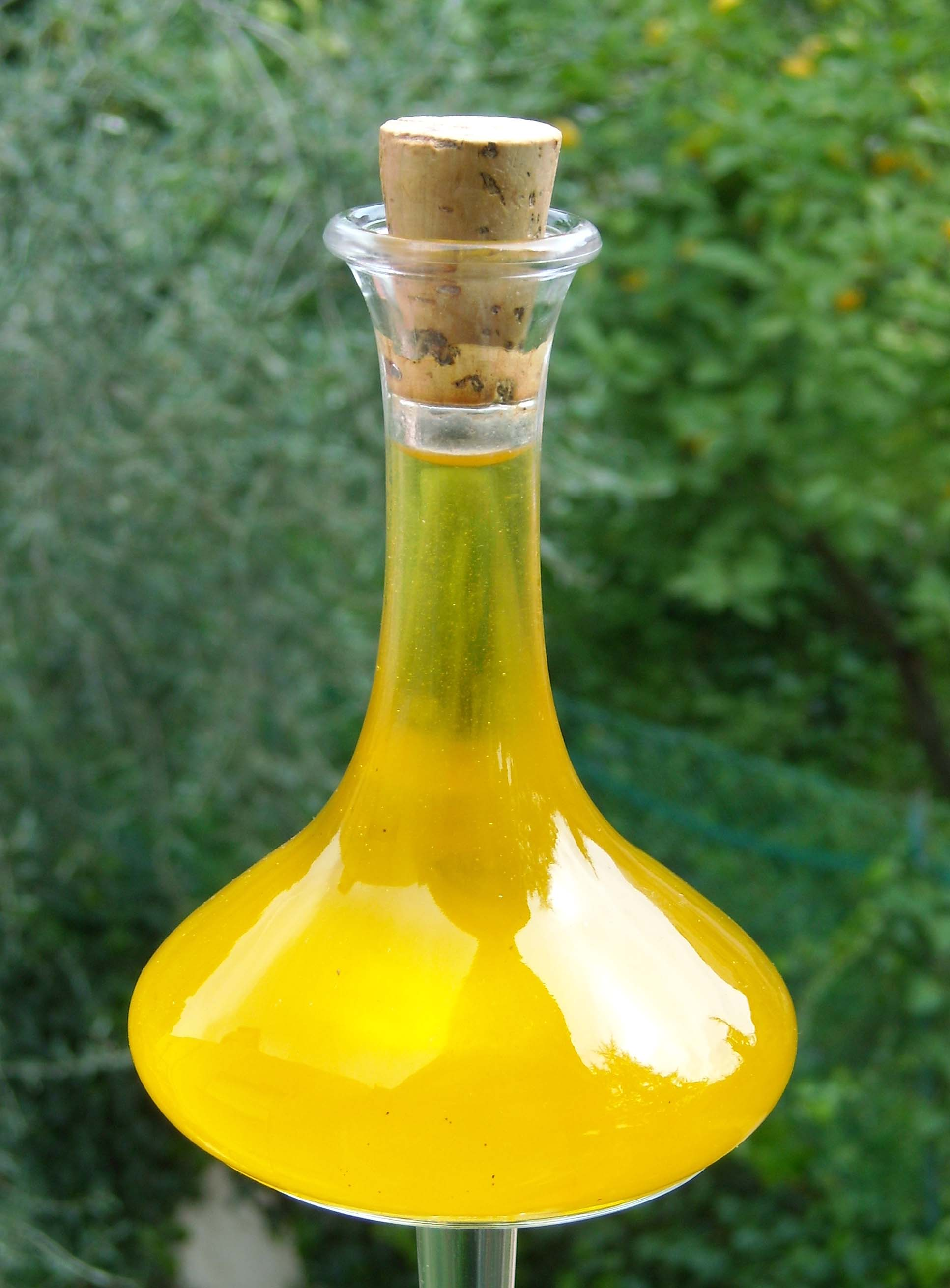
huile d'olive en bouteille

Le point de fumée est la température à partir de laquelle les huiles, les graisses ou les produits pétroliers émettent des fumées de façon continue, indiquant que ces produits commencent à se décomposer et se dénaturer.
Au-delà du point de fumée, se situe le point d'éclair.

## Produits alimentaires
Pour les produits alimentaires, le dépassement de la norme de point de fumée est susceptible de donner un mauvais goût. La valeur du point de fumée indique leur température limite d'utilisation (par exemple, la friture à très haute température nécessitera une matière grasse avec un très haut point de fumée). Le chauffage d'une huile ou d'une graisse au-delà de son point de fumée entraîne la décomposition des acides gras qu'elle contient et l'apparition de composés indésirables, dont certains cancérogènes, comme les hydrocarbures polycycliques aromatiques (HAP).
Le point de fumée dépend de l'origine du produit, de son raffinage et de sa conservation. Ainsi, deux huiles d'olive de même type, provenant du même producteur, mais produites en deux années différentes auront, de façon quasi-certaine, un point de fumée différent, même si cette différence est très fine.
Le point de fumée des huiles et graisses alimentaires peut être déterminé selon la norme BS 684-1.8:1976.

### Quelques points de fumée
| Matière grasse                                     |  | Qualité        | Point de fumée (°C) |
| -------------------------------------------------- |  | -------------- | ------------------- |
| Huile d'amande                                     |  |                | 216                 |
| Huile d'avocat                                     |  | Raffinée       | 271                 |
| Huile d'avocat                                     |  | Non raffinée   | 250                 |
| Huile de colza                                     |  | Expeller Press | 240                 |
| Huile de colza                                     |  | High Oleic     | 246                 |
| Huile de colza                                     |  | Raffinée       | 240                 |
| Huile de colza                                     |  | Non raffinée   | 107                 |
| Huile de noix de coco                              |  | Non raffinée   | 177                 |
| Huile de noix de coco                              |  | Raffinée       | 232                 |
| Huile de maïs                                      |  | Non raffinée   | 160                 |
| Huile de maïs                                      |  | Raffinée       | 232                 |
| Huile de graine de coton                           |  |                | 216                 |
| Huile de lin                                       |  | Non raffinée   | 107                 |
| Huile de pépins de raisin                          |  |                | 216                 |
| Huile de noisette                                  |  |                | 221                 |
| Huile de chanvre                                   |  |                | 165                 |
| Huile de macadamia                                 |  |                | 210                 |
| Huile d'olive                                      |  | Extra vierge   | 191                 |
| Huile d'olive                                      |  | Vierge         | 216                 |
| Huile d'olive                                      |  | Pomace         | 238                 |
| Huile d'olive                                      |  | Extra légère   | 242                 |
| Huile d'olive, haute qualité (faible acidité)      |  | Extra vierge   | 207                 |
| Huile de palme                                     |  | Bifractionnée  | 235                 |
| Huile de palme                                     |  | Concrète       | 240                 |
| Huile d'arachide                                   |  | Non raffinée   | 160                 |
| Huile d'arachide                                   |  | Raffinée       | 232                 |
| Huile de son de riz                                |  |                | 254                 |
| Huile de carthame                                  |  | Non raffinée   | 107                 |
| Huile de carthame                                  |  | Semi-raffinée  | 160                 |
| Huile de carthame                                  |  | Raffinée       | 266                 |
| Huile de sésame                                    |  | Non raffinée   | 177                 |
| Huile de sésame                                    |  | Semi-raffinée  | 232                 |
| Huile de soja                                      |  | Non raffinée   | 160                 |
| Huile de soja                                      |  | Semi-raffinée  | 177                 |
| Huile de soja                                      |  | Raffinée       | 232                 |
| Huile de tournesol                                 |  | Non raffinée   | 107                 |
| Huile de tournesol                                 |  | Semi-raffinée  | 232                 |
| Huile de tournesol, teneur élevée en acide oléique |  | Non raffinée   | 160                 |
| Huile de tournesol                                 |  | Raffinée       | 232                 |
| Huile de camélia                                   |  |                | 252                 |
| Huile de noix                                      |  | Non raffinée   | 160                 |
| Huile de noix                                      |  | Semi-raffinée  | 204                 |
| Beurre                                             |  |                | 130                 |
| Graisse (Suif) de bœuf                             |  |                | 210                 |
| Ghî (Beurre clarifié indien)                       |  |                | 252                 |
| Saindoux                                           |  |                | 182                 |
| Graisse alimentaire végétale                       |  |                | 182                 |
| Graisse de canard                                  |  |                | 190                 |

## Produits pétroliers
Le point de fumée est une spécification importante pour les carburants aviation, car plus le point de fumée est bas, plus sa combustion émet de particules, avec un impact sur l'environnement et le fonctionnement des turboréacteurs. Le point de fumée d'un carburant dépend principalement de sa teneur en aromatiques et naphtalènes.
Le point de fumée des carburants aviation doit être déterminé selon la norme ISO 3014:1993